# 大胆にいきましょう ↑Heart&Soul↑
『大胆にいきましょう ↑Heart&Soul↑』（だいたんにいきましょう ハート アンド ソウル）は、2004年7月14日に発売された、玉置成実の5枚目のシングル。レーベルはソニー・ミュージックレコーズ。

## 概要
MVの振付は、トラヴィス・ペインが担当。

## 収録曲
1. 大胆にいきましょう ↑Heart&Soul↑
作詞:篠崎隆一
作曲:Robert Habolin・Mats Jansson・Marcus Sepehrmanesh
編曲:Peter Hallstom
A*Teens「A Perfect Match」カバー
すかいらーくホールディングス CMソング
平成16年度金鷲旗・玉竜旗高校柔剣道大会テーマ・ソング
2. Distance
作詞・作曲:島崎貴光
編曲:中西亮輔
3. Special Birthday
作詞・作曲:Shusui
編曲:Stefan Aberg
4. 大胆にいきましょう ↑Heart&Soul↑(instrumental)